# سلوا بحري
قرية سلوا بحري هي إحدى القرى التابعة لمركز كوم أمبو في محافظة أسوان في جمهورية مصر العربية.